# 遠藤綾
遠藤綾（日语：／ Endō Aya，本名相同，1980年2月17日—）是日本的女性聲優。INTENTION所屬。山形縣出身。身高160cm、血型O型。已婚。

## 概要

### 經歷
高中畢業後為了成為聲優來到東京。進入野澤那智執掌的現事務所的養成所Performing Arts Center，經歷留級之後畢業。據說決定進入該養成所的理由是父母知道野澤所以覺得可以放心。
初期出演的作品有2002年的《ワンだー・エディ》（第28話）、《魔王ダンテ》（第4話以後）等。剛出道時主要是擔任臨時小角色，不過在2005年的《我太太是高中生》中出演了首個固定角色，在2007年出演《幸運☆星》高良美幸提高了知名度後，相繼出演了2008年的《超时空要塞Frontier》的雪露·諾姆、《新·安琪莉可》的安琪莉可以及OVA《舞-乙HiME 0〜S.ifr〜》的蕾娜·塞亞斯等眾多動畫、Drama CD、遊戲的主角/女主角。
在網絡廣播節目《Plume物語》中，與水野愛日、河原木志穂結成聲優組合Plume，不過現在活動休止中。
電視動畫《幸運☆星》的OP主題歌《拿去吧！水手服》在第12回「animation神戶」上獲得主題歌獎，在2008年第2回聲優Awards上與平野綾、加藤英美里、福原香織一起獲得歌唱獎。2009年，在第3回聲優Awards上獲得女配角獎。
2013年8月8日，在自己的部落格上發表了結婚的訊息。
2025年3月31日，由於Office PAC公司解散的緣故而移籍至INTENTION。

### 特色
主要是出演像《幸運☆星》的高良美幸那樣文靜的少女以及像《新·安琪莉可》的安琪莉可那樣用敬語說話的女性角色，不過也經常演出像《超时空要塞Frontier》的雪露·諾姆那樣強氣的女性、《一騎當千 XTREME XECUTOR》的馬超孟起那樣好勝的角色以及《穿越宇宙的少女》的神凪五月那樣性格認真的角色。
另一方面，也有出演像《牙-KIBA-》中的グラウジオ那樣冷酷邪惡的角色，《楓之谷》中的ニーナ那樣能言善辯型的角色等和上述不同類型的角色。另外，在《超能力大戰》中出演的庫魯斯·西爾特是少年角色，《BASQUASH!》中出演的斯帕奇是動物角色。
不僅是動畫，也有出演不少海外電視劇和外國電影的配音。特別是專門担任台灣女演員徐熙媛配音被人熟悉，在外國電影中也有為小孩子配音過。

### 逸事
養成所時期不擅長演劇，據其師父野澤那智說她曾經說過「討厭演劇」這樣的話。據她本人說「雖然想演戲但是討厭演出愛情場面」，曾經因此沒法畢業，對此野澤曾說過「好吧，那就來演沒有愛情場面的戲」。此外，她原來就很想成為聲優，但在校長「成為聲優之前先成為演員」的訓言下，班級上和學校裡被問到「想成為聲優的人」時只有遠藤舉手了。

## 出演作品

### 電視動畫
※粗體字為主要角色。
2002年
- 魔王ダンテ

2003年
- 可愛巧虎島

2004年
- 女孩萬歲（小孩）
- 銀河鐵道物語（モルガーナ）
- 最遊記RELOAD GUNLOCK（凛）
- MONSTER（インゲ（孤兒院的孩子）、コレッタ（庭師之女）他）
- 巖窟王（阿爾貝（少年時期））
- SAMURAI 7（女藝人A）
- LOVE♥LOVE?（女學生B）

2005年
- 英國戀物語艾瑪（メアリ）
- 我太太是高中生（堀口霞）
- 女孩萬歲-Second Season-（女孩A）
- 學園愛麗絲（小孩）

2006年
- 犬神!（伊萬里）
- 牙 -KIBA-（グラウジオ、サギリ、ピーノ）
- 不平衡♥抽籤（女學生）
- ZEGAPAIN -ゼーガペイン-（ソゴル・ミサキ / 十凍未沙季）
- TOKKO 特公（白石雪乃）
- 不可思議星球的雙胞胎公主Gyu!（特洛瓦）

2007年
- 金色琴弦〜primo passo〜（高階禮乃）
- 英國戀物語艾瑪 第二幕（メアリ、ファニー）
- 星界死者之書（流姬那乃亞、ナレーション）
- 機動戰士GUNDAM 00（絹江·克洛斯羅德）
- CLAYMORE（クレイモアA）
- 現視研2（中島）
- 神曲奏界（クリスタ）
- 神靈狩/GHOST HOUND（小木ナミエ）
- 楓之谷（尼娜）
- 物怪（優）
- 幸運☆星（高良美幸）

2008年
- 銀魂（内野）
- 守護甜心！（大友繪里子）
- 鶺鴒女神（松）
- 新·安琪莉可 Abyss（安琪莉可）
- 新·安琪莉可 Abyss -Second Age-（安琪莉可）
- BLASSREITER（美鳳）
- BLUE DRAGON 天界之七龍（リンダ）
- 神奇寶貝鑽石&珍珠（阿李）
- 舞-乙HiME 0～S.ifr～（蕾娜・塞亞斯）
- 超時空要塞 Frontier（雪露·諾姆）
- 鋼鐵新娘（拉尼亞‧M‧利貝亞思）

2009年
- 屍姬 玄（フレッシュ・バックボーン）
- 穿越宇宙的少女（神凪五月）
- 源氏物語千年紀 Genji（紫之上、旁白）
- BASQUASH!（斯潘奇）
- 天國少女（花鹿·路易莎·陸深·伯斯華斯）
- 蒼天航路（丁美湖）
- NEEDLESS（庫魯斯·西爾特）
- 加奈日記（南有季）
- 東京震級8.0（理沙）
- Battle Spirits 少年激霸彈（兵堂劍藏、侍女B）
- 科學超電磁砲（鐵裝綴里）
- 青色文學系列「地獄變」（美月）

2010年
- 空·之·音（菲利希婭·海迪曼）
- 刀語（日和號）
- 一騎當千 XTREME XECUTOR（馬超孟起）
- 棒球大聯盟 6th season（先川）
- 變身！公主偶像（落合久美）
- 閃光的夜襲（愛怜）
- 傳說的勇者的傳說（クイール的母親）
- 鶺鴒女神〜Pure Engagement〜（松）
- Battle Spirits Brave（兵堂劍藏、ファン）
- 神奇寶貝超級願望（サリイ、三色堇）
- 吊带袜天使（クイーン・バービィ）
- 魔法禁書目錄II（奧索拉·阿奎納）

2011年
- 食夢者瑪莉（恩儀·斯理琵絲）
- TIGER & BUNNY（三姐妹二姐Lily）
- 花開物語（末廣廣子）
- 銀魂'（兄崎百百（惡搞姊崎寧寧））
- 47都道府犬（山形犬）
- 神的記事本（黑田小百合）
- 丹特麗安的書架（メイベル・ナッシュ）
- 數碼寶貝 XROS WARS 穿越時空的少年們（戶塚）
- 少年同盟（佐倉花代）
- 花牌情緣（綾瀬千歳）
- 機動戰士GUNDAM AGE（艾蜜莉·阿蒙德、哈囉）
- 罪惡王冠（供奉院亞里沙）
- High Score（憂木沙夜、藤原景織子）

2012年
- 女王之刃 叛亂（アンネロッテ）
- 坂道上的阿波羅（深堀百合香）
- 少年同盟2（佐倉花代）
- 白熊咖啡廳（笹子）
- 加速世界（倉崎楓子／Sky Raker）
- 機動戰士GUNDAM AGE（由諾婭·明日野、艾蜜莉·明日野、露芝·米利奧）
- 美少女死神 還我H之魂！（莉薩菈‧雷斯托）
- 超譯百人一首戀歌（小野小町）
- 刀劍神域（桐谷翠）
- 來自新世界（旁白、35歲的早季）
- JoJo的奇妙冒險（波克的姊姊）

2013年
- 花牌情緣2（綾瀨千歳）
- 黑色嘉年華（津雲）
- 頭文字D Fifth Stage（香織）
- 約會大作戰（村雨令音）
- 戀曲寫真（大谷桃子）
- 絕對防衛利維坦（蜥蜴人）
- 科學超電磁砲S（鐵裝綴里）
- 閃電十一人GO 銀河（野咲櫻）
- 穿透幻影的太陽（艾蒂亞·維斯康蒂）
- 小鎮有你（淺倉清美）
- 神奇寶貝超級願望（記者潘茜）
- Hunter x Hunter（小麥）
- 來自風平浪靜的明天（潮留美織）

2014年
- 愚者信長（尼可洛·馬基維利）
- 妖怪手錶（小文〈木靈文花〉、小狛、雪女、吹雪姬）
- 星刻龍騎士（維若妮卡·羅雷亞蒙）
- 約會大作戰II（村雨令音）
- 牙狼〈GARO〉-炎之刻印-（魔導輪吉爾芭）
- 天體的方式（柚季的母親）
- GUNDAM創鬥者TRY（神木未來）
- 臨時女友（月白陽子）
- 蠟筆小新（吉川アナ）
- 頭文字D Final Stage（香織）
- 麵包超人（クルミちゃん）
- 閃電十一人GO銀河（伊斯伽斯·歌爾母）

2015年
- 蠟筆小新（手機店店員、大小姐）
- 妖怪手錶（ブドウニャン、あかなめ）
- 大家集合！Falcom 學園SC（艾莉·麥克道爾）
- 百合熊風暴（椿輝澪愛）
- 幸腹塗鴉（女講師）
- 蒼穹之戰神 EXODUS（傑瑞米·李·瑪西）
- 魔法少女奈葉ViVid（薇多莉亞·達爾格倫）
- 六花的勇者（シェトラ）
- Fate/kaleid liner 魔法少女☆伊莉雅 2wei Herz!（金色少年子吉爾）
- 阿松（魚魚子、相田、秘書）[5]
- 終結的熾天使 名古屋決戰篇（柊真昼）

2016年
- 蠟筆小新（牙科助手）
- 名侦探柯南（Bianca #818-819）
- 阿松（魚魚子、薫子、少年、女兒達悠）
- 妖怪手錶（お金ナイダー2号）
- 見習神仙 秘密的心靈（蓮吉）
- 甲鐵城的卡巴內里（滅火）
- 在下坂本，有何貴幹？（優佳）
- 境界之輪迴 第2期（架印的母親）
- Fate/kaleid liner 魔法少女☆伊莉雅 3rei（吉爾）
- GUNDAM創鬥者TRY 島上熱戰（神木未來）
- ViVid Strike!（薇多莉亞·達爾格倫）
- 夏目友人帳 伍（榧壺）
- Classicaloid（柴可夫斯基）

2017年
- 慕留人傳-火影次世代-（筧菫）
- 魔物獵人物語 RIDE ON（麒麟尾）
- 18if（櫻部優子）
- Fate/Apocrypha（摩高斯）
- 潔癖男子青山！（倉田梢）
- 阿松 第2期（魚魚子）
- 魔法使的新娘（喜兒琦、綿蟲）
- PriPri Chi-chan!!

2018年
- 紫羅蘭永恆花園（嘉德麗雅·波德萊爾）
- 沒有心跳的少女 BEATLESS（美琴）
- 比宇宙更遠的地方（佐佐木夢）
- 漫畫女孩（花園莉莉香）
- 點心大冒險（索妮雅）
- 宇宙戰艦提拉米蘇（莉裘·勒羅伊）
- 銀河英雄傳說 Die Neue These 邂逅（菲列特利加·格林希爾）
- 妖怪手錶 光影之卷（夏目的母親、加布里埃爾、帕昆、昏迷次郎）
- 工作細胞（前輩紅血球[6]）
- 深夜！天才妙老爹（波以耳·夏爾的法則、撫子）
- 宇宙戰艦提拉米蘇II（莉裘·勒羅伊）
- 魔法禁書目錄III（奧索拉·阿奎納）
- 刀劍神域 Alicization（桐谷翠）
- DOUBLE DECKER！道格＆基里爾（索菲·甘斯布）
- FAIRY TAIL魔導少年（安娜·哈特菲利亞）
- 書店裡的骷髏店員本田（小面[7]、玲奈、亞比、P社營業〈女〉、洋子、暖洋洋小姐、莉乃）
- CONCEPTION（亞莉[8]、利斯）
- 名侦探柯南（直村伊铃）
- 哥布林殺手（劍之聖女）
- 青春豬頭少年不會夢到兔女郎學姊（友部美和子）

2019年
- 約會大作戰III（村雨令音）
- 未來卡片 神戰鬥夥伴（大天使竜 ガヴリール）
- revisions（矢澤悠美子[9]）
- Star☆Twinkle 光之美少女（天驕、天蝎座的公主））
- 粉彩回憶（櫻）
- YU-NO 在這世界盡頭詠唱愛的少女（有馬惠子）
- KIRA KIRA HAPPY★ 打開吧！見習神仙精靈（妮姬）
- 皿三昧（一稀的親人）
- 魔法水果籃（杞紗的母親）
- 花牌情緣3（綾瀨千歲）
- 籃球少年王（車谷由夏[10]）
- Fate/Grand Order -絕對魔獸戰線巴比倫尼亞-（魁札爾·科亞特爾）
- 妖怪學園Y ～第N類接觸～（小間三太夫）

2020年
- 妖怪學園Y ～第N類接觸～（小狛的母親）
- ID:INVADED（鳴瓢綾子）
- 掠夺者（佩尔摩）
- 偶像學園 on Parade！（夢咲堤亞拉）
- Tomica Earth Granner 地球防衛隊（加隆、驅動圓[11]）
- 闇影詩章（Ein）
- 刀劍神域 Alicization War of Underworld -THE LAST SEASON-（桐谷翠）
- 非槍人生NO GUNS LIFE 第2期（愛瑪·克魯茲）
- 阿松 第3期（魚魚子、妖精）
- 咒術迴戰（家入硝子）
- 大欺詐師（Ein）

2021年
- Re:從零開始的異世界生活 2nd season（莉希亞）
- 工作細胞!!（前輩紅血球）
- 偶像學園Planet！（片桐娜塔莉）
- 工作細胞BLACK（一般細胞）
- 真·中華一番！ 第2期（密拉）
- 擾亂 THE PRINCESS OF SNOW AND BLOOD（鴉森翔和）
- 席斯坦 -The Roman Fighter-（薩賓娜）
- 魔法水果籃 The Final（杞紗的母親）
- 暗夜第六感 2041（立花美紀）
- Love Live! Superstar!!（葉月花）
- 境界戰機（達麗雅·李沃夫）
- 魔法科高中的劣等生 追憶篇（櫻井穗波[12]）

2022年
- 東京24區（櫻木松子）
- 泡泡糖忍戰（沃倫）
- 闇影詩章F（Ein）
- 約會大作戰IV（村雨令音）
- 境界戰機 第二部（達麗雅·李沃夫）
- 名偵探柯南（小牧美穗子）
- 青之蘆葦（卡菈絲）
- 異世界藥局（碧翠絲·梅德西斯）
- 金裝的維爾梅～瀕臨留級的學生與最強災害掉入魔法世界～（琺提瑪）
- 名偵探柯南 犯人·犯澤先生（唯香、俱樂部老闆）

2023年
- 弦音－相繫的一射－（二階堂由希）
- 海盜戰記 SEASON 2（幼年庫奴特）
- 魔法使的新娘 SEASON2（喜兒琦[13]、亞歷珊卓）
- EDENS ZERO 伊甸星原（荷莉）
- 咒術迴戰 懷玉·玉折 / 澀谷事變（家入硝子、陀艮〈咒胎型態〉）
- 公司的小小前輩（篠崎惠）
- 哥布林殺手II（劍之聖女[14]）
- SPY×FAMILY間諜家家酒 第2期（歐爾嘉·葛雷切）
- 暴食狂戰士（戴安娜·巴爾巴特斯）

2024年
- 青之驅魔師 島根啟明結社篇（吉田瑪麗亞）
- 四處貼上吧！小狗（波美、學生）
- 約會大作戰V（村雨令音[15]、崇宮澪[16]）
- 聲優廣播的幕前幕後（大野麻里）
- Re:從零開始的異世界生活 3rd season（莉亞拉·湯普生）
- 魔王陛下RETRY！R（孔明）

2025年
- 金牌得主（加護芽衣子）
- 花は咲く、修羅の如く（林最中）
- 這公司有我喜歡的人（三田志織）
- 記憶縫線YOUR FORMA（十時[17]）
- 賽馬娘 灰髮灰姑娘（玉藻的母親）
- 靈異教師神眉（高橋律子[18]）
- 阿松 第4期（魚魚子[19]）
- 胖子與愛情以及過錯！（幸田夢子[20]）

2026年
- 「憑妳也想討伐魔王？」被勇者小隊逐出隊伍，只好在王都自在過活（瑪莉亞·艾芬傑斯[21]）

### 動畫電影
2004年
- 哈姆太郎：哈姆太郎與不可思議的圖畫本高塔（アサちゃん）

2007年
- 犬神！劇場版　特命靈的搜查官‧假名史郎！（いまり）

2009年
- 劇場版 Macross F 虛空歌姬（雪露·諾姆）

2010年
- 蒼穹之戰神 HEAVEN AND EARTH（傑瑞米·李·摩西）

2011年
- 劇場版 Macross F 戀離飛翼（雪露·諾姆）
- 劇場版 旋風管家 HEAVEN IS A PLACE ON EARTH（鈴音）

2012年
- FAIRY TAIL魔導少年 鳳凰的巫女（艾克蕾雅）
- 超時空要塞FB7 銀河流魂聽我唱歌吧！（雪露·諾姆）

2014年
- 劇場版 妖怪手錶：誕生的秘密喵（木靈文花、小石獅、小石次郎、樂天童、雪女）
- 劇場版 偶像學園（夢咲堤亞拉）

2015年
- 電影版 妖怪手錶～閻魔大王與五個故事喵！（小石獅、小石次郎）
- 約會大作戰劇場版 審判萬由里（村雨令音）

2016年
- 加速世界 INFINITE∞BURST（倉崎楓子／Sky Raker）
- 電影版 妖怪手錶～飛天鯨魚和雙重世界的大冒險喵！（木靈文花、小石獅、小石次郎）

2017年
- 大雄的南極冰天雪地大冒險（毛毛）
- 電影版 妖怪手錶：暗影面鬼王的復活（カオデカ鬼、吹雪姬）

2018年
- 劇場版Infini-T Force／飛鷹俠 再見了朋友（佐々岡）
- 机动战士GUNDAM NT（艾莉可·雨果）

2019年
- 阿松 劇場版（魚魚子）
- 紫羅蘭永恆花園外傳：永遠與自動手記人偶（嘉德麗雅·波德萊爾）
- 電影Star☆Twinkle 光之美少女滿懷思念的星之歌（天驕）
- 妖怪學園Y 貓也能成為 HERO 嗎（小間サン太夫）

2020年
- 大雄的新恐龍（小Q）
- 紫羅蘭永恆花園電影版（嘉德麗雅.波德萊爾）
- 哥布林殺手-劇場版 GOBLIN'S CROWN（劍之聖女）

2021年
- 劇場短篇Macross F ～時之迷宮～（雪露·諾姆）
- 劇場版 咒術迴戰 0（家入硝子）

2022年
- 阿松～希皮波族與閃耀果實～（魚魚子）
- 漂流家園（摩天輪的少女）

2023年
- 妖怪手錶♪：吉胖喵VS小石獅厲害大決戰喵（小石獅、小石次郎）
- 留級魔女 風嘉與黑之魔女（パティ）
- 青春豬頭少年不會夢到嬌憐外出妹（友部美和子）
- 阿松～靈魂的章魚燒派對與傳說的夜宿活動～（魚魚子）
- 青春豬頭少年不會夢到紅書包女孩（友部美和子）

### OVA
2006年
- 現視研（春日部朋友A）

2007年
- ツバサ TOKYO REVELATIONS（護刃）

2008年
- 舞-乙HiME 0〜S.ifr〜（蕾娜·塞亞斯）
- 幸運☆星OVA（高良美幸）

2009年
- 鋼之鍊金術師 FULLMETAL ALCHEMIST 『盲目の錬金術師』（ロザリー・ハンベルガング）
- NEEDLESS+ 〜聖リリィ学園の秘密〜（庫魯斯·西爾特 / 山田撫子）

2010年
- 裝甲騎兵 Case;IRVINE（イシェルレーナ）
- 娘クリ Nyan×2 Music Clip（雪莉露·諾姆）
- 模型戰士GUNDAM模型製作家 起始G（ダイアン・リー）

2011年
- 戰場女武神3 為誰而負的槍傷（莉愛菈·瑪爾榭利斯）
- Carnival Phantasm（吉爾伽美什（幼年））
- 女王之刃 叛亂（安妮洛特）
- SUPERNATURAL: THE ANIMATION（テッサ）
- 世界一初戀〜羽鳥芳雪の場合〜（吉野千夏）

2012年
- HIGH SCORE（憂木沙夜）

2013年
- 機動戰士鋼彈AGE MEMORY OF EDEN（艾蜜莉·明日野）

2014年
- IS〈Infinite Stratos〉2 世界清除篇（篝火光乃）

2016年
- 魔法使的新娘：等待星星之人（西鲁基）
- WORKING!!迷糊餐廳（八千代之母）
- 斬首循環-藍色學者與戲言跟班（姬菜真姬）
- ZEGAPAIN ADP（十凍未沙季）

2019年
- 魔法少女☆伊莉雅百變嘉年華（吉爾）
- 銀河英雄傳說 Die Neue These 星亂 1-3章（菲列特利加·格林希爾）
- 蒼穹之戰神THE BEYOND（傑瑞米·李·摩西）

2021年
- 魔法使的新娘 西方少年與青嵐騎士（西魯基）※隨著單行本第16－18冊特裝版的發行附贈Blu-ray
- Fate/Grand Carnival（子基爾）

### 網路動畫
2016年
- 寶可夢世代（竹蘭）

2017年
- 怪物彈珠（卡蓮・涅維絲）

2019年
- Battle Spirits Saga Brave（兵堂劍藏）

2022年
- 新羅馬浴場（吉澤）

2023年
- GOOD NIGHT WORLD（五月／有間雅[22]）

2024年
- 餓狼傳：孤狼之道（泉冴子[23]）

2025年
- Fate/Grand Order 搞不懂的藤丸立香 第3期（子吉爾）

### 外語配音
2002年
- 瑪德琳姊妹
- 我的那些狗日子

2003年
- 鐵證懸案第一季
- 與鬼同桌

2004年
- 急診室的春天（デュパタ）
- 愛上蛋白質女孩（イ・ジヒ）
- 神探阿蒙（女學生）
- 流星花園（牧野杉菜（徐熙媛））
- 小女巫碧碧2

2005年
- 幻影殺手
- 特警天龍
- 鐵證懸案第三季（Leticia）
- 七夜怪談西洋篇 ※テレビ放映版
- 戰神 MARS（麻生キラ（徐熙媛））
- 神秘召喚
- 人生導師

2006年
- 絕命保鑣
- 太空城
- 未來少年菲爾（Pim Diffy）
- The Hillz（Heather Smith）
- 鬼鈴
- 紅花俠
- 流行教母（Audrey Davis）

2007年
- 非法入侵（Beatrice）
- 紐澤西愛未眠
- 奪魂鋸3
- 夢幻女郎

2008年
- 屍骨未寒（Camden District）

2009年
- 五星大飯店（湯豆豆）

2010年
- 加州靡情（Rebecca "Becca" Moody）
- 天倫之旅（Amy Goode幼年期）
- 最後一曲（Ashley）

2011年
- 3D劍客聯盟：雲端之戰（Constance Bonacieux）

2012年
- 花漾之戀～浪漫滿屋2（張滿屋）

2013年
- 6 PLOTS/6 TRAP（Jules Freeman）
- 飛機總動員（赤ピットカー）

2014年
- 想你（李秀妍）
- 霹靂雙胞胎（Nora Thunderman）
- 護士當家第五季（Carrie Roman）

2015年
- 罪惡的靈魂（Emma Karn）
- 霹靂雙胞胎第二季（Nora Thunderman）
- 靈異檔案（Jane Harper）
- 護士當家第六季（Carrie Roman）
- 雙面人魔第三季（千代〈TAO〉）

2016年
- 陽光普照（Marge Duval）※STAR CHANNEL版
- 護士當家第七季（Carrie Roman）
- 機器人之戀（Sana）
- 童話小鎮第四季（アナ）
- 絕命救援（Miriam Pentinen Webber）
- 迪士尼各作品（米妮）
- 我的看護旅程（Dot）※Netflix原創版
- 怪獸與牠們的產地（Queenie Goldstein）
- 永夜魔女（Zoe McConnell）

2017年
- 重返犯罪現場：紐奧良（Sophia）
- 福爾摩斯與華生第四季（Fiona）
- 好女孩的反抗（Patricia 'Patti' Robinson）
- 水瓶宮（Emma Karn）
- 死亡禁忌（Zilpha Geary）
- 格林第五季
- 霹靂雙胞胎第三季（Nora Thunderman）
- 米奇妙妙車隊（米妮）
- 米老鼠（米妮）

2018年
- 犬之島（Nutmeg）
- Wacky Races（IQタカオくん）
- 私家偵探史崔克（Robin Venetia Ellacott）
- 怪獸與葛林戴華德的罪行（Queenie Goldstein）

2019年
- 沙贊！ (電影)（Darla Dudley）
- 霹靂雙胞胎第四季（Nora Thunderman）
- 百日的郎君（金素慧）
- 黑鏡
- 十三號星期五2（Ginny Field）※Netflix版
- 雪戀三部曲（Angie/The Duke）※Netflix原創版

2020年
- 花生醬獵鷹的願望（Eleanor）
- 米老鼠混合冒險（米妮）

2021年
- 小神廚阿龍（Melody）

2022年
- 怪獸與鄧不利多的秘密（Queenie Goldstein）
- 活死人之夜（Barbra）

2023年
- 沙贊！眾神之怒（Darla Dudley、Super Darla）
- 從前有間工作室－迪士尼繪夢100年（米妮）
- 星際大戰：絕地小武士大冒險（Lys Solay）

### 遊戲
2004年
- 遙遠時空3（安徳天皇）

2006年
- 全民高爾夫（チカ）

2007年
- 召喚少女 〜ElementalGirl Calling〜（レナ）
- 魔法飛球PangYa 2nd Shot!（ロロ）
- 幸運☆星之森（高良美幸）

2008年
- 幸運☆星 〜陵櫻學園 櫻藤祭〜（高良美幸）
- 十字架+吸血姬 七夕的陽海學園小姐（夕凪琴織）
- Real Rode 〜リアルロデ〜（シャルロッタ姫）

2009年
- Canvas3 〜淡色的粉臘筆〜（千種菜菜美）
- Granado Espada（ヘレナ）
- 冒險奇譚Online（ミランダ）
- 鶺鴒女神～來自未來的禮物～（松）
- 拼圖　-我們的48小時戰爭-
- 超時空要塞終極邊疆（雪莉露·諾姆）
- 幸運☆星 網路偶像名師（高良美幸）
- 符文工廠3 -新牧場物語-（ペルシャ）
- 弧光之源（オルモルディ）

2010年
- 亞迦雷斯特戰記2（ヴィクトリア）
- Another Century's Episode:R（雪莉露·諾姆）
- 魔塔大陸3～世界終焉的引線是少女彈奏之詩～（アカネ）
- 夜行偵探EVE the first（法条まりな）
- 英雄傳說 零之軌跡（艾莉·麥克道爾）
- 永恆的盡頭（琳貝爾）
- Canvas3 〜七色的奇跡〜（千種菜菜美）
- 斬擊的女武神（フレイヤ）
- 魔法飞球（セシリア）
- 空·之·音 少女的五重奏（菲利希婭·海迪曼）
- 查克與歐布拉 幻影的遊樂園（ニコラ）
- 東京鬼祓師 鴉乃杜學園奇譚（飛坂巴）
- 掌握命運！ 〜only the power of will〜（星野希咲）
- 粉彩鐘聲Continue（イヴ・ラライラ）
- 武装神姫 BATTLE MASTERS（鷲型MMS ラプティアス）
- 公主戀人 〜Eternal Love For My Lady〜（夏洛特·黑澤爾林克）
- 超時空要塞試煉邊疆（雪莉露·諾姆）
- MAPLUS 攜帶嚮導3（雪莉露·諾姆）
- 雅恋 〜MIYAKO〜（姫）
- 幸運☆星 〜陵櫻學園 櫻藤祭〜 Portable（高良みゆき）
- LAST RANKER（羅莎）
- Real Rode 〜リアルロデ〜 Portable（シャルロッタ姫）

2011年
- 高校狂師（新堂美鈴）
- 戰場女武神3（莉愛菈‧瑪爾榭利斯）
- 超時空要塞三角邊疆（雪莉露·諾姆）
- 最後約定的故事（マラルメ）
- 第二次超級機器人大戰Z 破界篇（雪莉露·諾姆）
- 英雄傳說 碧之軌跡（艾莉·麥克道爾）
- 全民高爾夫6（カレン）

2012年
- 超級機械人大戰OG SAGA 魔裝機神II REVELATION OF EVIL GOD（スメラ・パラオム）
- 戀曲寫真（大谷桃子）
- 第二次超級機器人大戰Z 再世篇（雪莉露·諾姆）
- CONCEPTION 產子救世錄（アリー）
- PROJECT X ZONE（莉愛菈‧瑪爾榭利斯、琳貝爾）
- 英雄傳說 零之軌跡Evolution（艾莉·麥克道爾）
- 時與永遠（マキモナ）
- 無盡傳奇2（オリジン）

2013年
- 戀曲寫真 Kiss（大谷桃子）
- 召喚夜想曲5（アルカ）
- 超級機器人大戰UX（雪莉露·諾姆）
- 超級機器人大戰Operation Extend（雪莉露·諾姆）
- Final Fantasy XIV：新生艾奧傑亞（イダ）
- Extetra（セレネー）
- 約會大作戰 凜禰烏托邦（村雨令音）
- 加速世界 -加速的頂點-（倉崎楓子）
- 閃電十一人GO3 銀河 大霹靂版／超新星版（野咲櫻、伊斯伽斯·歌爾母）
- 巴哈姆特之怒（ピユラ）
- 坦克戰記4 月光的歌姬（カリン）
- 妖怪手錶（木靈文花）

2014年
- 舰队Collection -舰Colle-（俾斯麦、Z1、Z3）
- 約會大作戰 或守Install（村雨令音）
- 英雄傳說 碧之軌跡Evolution（艾莉·麥克道爾）
- 學園K-Wonderful School Days-（克羅蒂雅‧威斯曼）
- Tales of link（蕾歐妮）
- 小鎮有你（淺倉清美）
- 夢幻之星Nova（琳貝爾）
- Fate/hollow ataraxia（吉爾伽美什少年時期）
- 魔法少女大戰 ZANBATSU（紅雪油姬）
- 流星校園女孩（神崎恭子）
- 妖怪手錶2 元祖/本家/真打（木靈文花、小狛、狛次郎、失望鳥、人面肚皮鳥、不眠、搶奪鳥、無錢超人、雪女、吹雪姬、百鬼姫、不剛好鳥、死神鳥、おねむの精、ぶんぶん鳥、窮孩子、樂天童、獅子小石、虎次郎、修羅小石、機器小石獅）

2015年
- 心靈判官：無法抉擇的幸福（誓湯撫子）
- XUCCESS HEAVEN（神成鳴子、五月雨雫、幻堂美幽）
- XUCCESS HEAVEN REBELLION（若紫）
- 約會大作戰Twin Edition 轉世凜緒（村雨令音）
- 血源诅咒（尤瑟夫卡）
- ミリ姫大戦 −Militärische Mädchen−（隆美爾、雷姆克）
- 紅蓮之王 LORD of VERMILION III（エンプーサ）
- 超級機器人大戰BX（雪莉露·諾姆）
- 亡者戰記 - 在另一側的天空下（神河蘭世）
- 封印勇者！瑪恩島與空之迷宮（スぺリオ）
- PROJECT X ZONE 2:BRAVE NEW WORLD（琳貝爾）
- 殺戮魅影（彌賽兒）　※ 勇者前線合作角色
- 廉價版 戀曲寫真 Kiss（大谷桃子）
- 偶像活動 My No.1 Stage!（夢咲堤亞拉）
- 學園K-Wonderful School Days- V Edition（克羅蒂雅‧威斯曼）
- Chaos Dragon 混沌戰爭（フラメル）
- 徽章戰士9（引導語音）
- 妖怪手錶剋星赤貓團／白犬隊（小狛、木靈文花）
- 頭文字D ARCADE STAGE 8 ∞（対戦アピール『標準』女性）
- 幻想戰記（熟練的女性士兵II）
- Bravely Archive（カタリナ）

2016年
- 召喚夜想曲6 消逝的境界（アルカ）
- 銀河遊俠5：誠實與背信（菲歐蕾·布魯涅尼）
- 快打旋風V（神月花梨）
- 鎖鏈戰記（リエラ、ハハブ、シース）
- 鎖鏈戰記3（ヒトリ）
- Fate/Grand Order（子吉爾、魁札爾科亞特爾）
- 徽章戰士女孩任務甲蟲版（引導語音）
- 羅德斯島戰記Online（蒂德莉特）
- 合奏女孩！（水嶌うしお）
- 問答RPG 魔法使與黑貓維茲（雪莉露·諾姆）
- 格林筆記（ホワイティ、赤の女王）
- 為了誰的鍊金術師
- 碧藍幻想（神月花梨、イシュミール）
- 怪物彈珠（神月花梨）
- 討鬼傳2（椿）
- 阿松的私房錢戰爭～尼特攻防～（魚魚子）
- 妖怪三國志（小狛孫策、狛次郎孫權）
- 妖怪手錶3 壽司版/天婦羅版/壽喜燒版（木靈文花、小狛、狛次郎等大量角色）
- 紅蓮之王 LORD of VERMILION Re:3（菲歐蕾·布魯涅尼）
- 感染x少女（蜂ノ巣やいと）
- 偶像學園：舞台寫真（夢咲堤亞拉）
- SD鋼彈G世代（自創角色）
- 闇影詩章（ワードローブレイダー、騎龍兵、ミッドナイトヴァンパイア、虔誠的修女、アークビショップ・レリア）
- 學園救世主：聖劍使的禁咒詠唱（山田花兒）
- 電波人類RPG（アオコ）
- 超時空要塞Delta 緊急出擊（雪莉露·諾姆）
- 英雄聯盟(索娜)

2017年
- 無雙☆群星大會串（小夜、夜見）
- 加速世界END OF BURST（倉崎楓子）
- 加速世界VS刀劍神域 千年的黃昏（Sky Raker）
- 阿松 THE GAME 亂七八糟就職輔導 -Dead or Work-（魚魚子）
- 重力異想世界完結篇（伊蕾崔絲蒂）
- 星海遊俠：回憶（琳貝爾、菲歐蕾）
- 旋光的輪舞2（三條櫻子）
- Dissidia Final Fantasy Opera Omnia（イダ）
- 遙遠時空3 Ultimate（安德天皇）
- 聖火降魔錄 回聲 另一位英雄王（克萊爾）
- 聖火降魔錄 英雄雲集（克萊爾）
- Final Fantasy XIV：紅蓮的解放者（リセ）
- 怪物彈珠（毛乎小寶(モフスケ)、卡蓮・涅維絲）
- 神域召喚（かりん）
- 唱吧！超時空要塞手機DeCulture（雪莉露·諾姆）
- Hortensia SAGA 蒼之騎士團（オドレイ）
- 艦隊Collection 街機版（俾斯麥）
- STAR TRIGGER（レベッカ）
- 超級機器人大戰X-Ω（雪莉露·諾姆）
- 異度神劍2（天衣）
- DUEL X MACHINA（夜魔莉莉絲）
- 大雄的南極冰天雪地大冒險（毛乎小寶）
- 妖怪手錶剋星2 祕寶傳說班峇拉雅 寶劍版／手槍版（小狛、狛次郎／KJ、吹雪姬／小吹雪 等角色）

2018年
- 英雄傳說 閃之軌跡IV -THE END OF SAGA-（艾莉·麥克道爾）
- CRYSTAL OF RE:UNION（カタリナ）
- 勇者鬥惡龍 強敵對決（マイユ）
- 妖怪三國志 竊國戰爭（小狛孫策）
- Dragalia Lost ～失落的龍絆～（布倫希爾德）
- Re:Stage！節奏舞步（高良美幸）
- StraStella（ノエル）

2019年
- 47 HEROINES（指月天理）
- CONCEPTION PLUS產子救世錄（アリー）
- 私立凡爾賽玫瑰學園～凡爾賽玫瑰Re*imagination～（有栖川真里）
- 超級機器人大戰DD（瑪比昂）
- 隨時隨地工作細胞（前輩紅血球）
- 碧藍航線Crosswave（駿河）
- 碧藍航線（駿河）
- 塗鴉大亂鬥（五獸之玄武）
- 魔法禁书目录 幻想收束（奥索拉·阿奎纳、铁装缀里）
- 甲鐵城的卡巴內里－亂－起始軌跡（滅火）
- 奇幻生活Online（テルハ）
- 妖怪手錶4 我們仰望著同一片天空（木靈文花、小狛、狛次郎等大量角色）
- 英雄傳說：星之軌跡（艾莉·麥克道爾）
- 機動戰士鋼彈極限VS.2（卡里斯·諾提拉斯）
- 寶可夢大師（紫羅蘭）
- 再集之晶（フォルトゥーナ）
- 閃耀幻想曲（恩儀・斯理琵絲）
- Various Daylife（ロゼルタ・シューラー）

2020年
- 約會大作戰 蓮反烏托邦（村雨令音）
- 洛克人X DiVE（愛莉絲）
- 英雄傳說 創之軌跡（艾莉·麥克道爾）
- 東方Cannon Ball（聖白蓮）
- 大雄的新恐龍（小Q）
- 在地下城尋求邂逅是否搞錯了什麼～記憶憧憬～（劍之聖女）
- 第七史詩（リリアス）
- 妖怪學園Y ～自由歡樂學園～（小間サン太夫、コマジロ）
- 闇影詩章‧霸者之戰（シャドウナイツ アイン）
- 武裝神姬ARMORED PRINCESS BATTLE CONDUCTOR（鷲型MMS ラプティアス）
- FFBE 幻影戰爭WAR OF THE VISIONS（ル・シア）

2021年
- 勇氣默示錄2（瑪麗華）
- 二之國：交錯世界（雅德莉安）
- 白夜極光（維多利亞、尤萊雅）
- 言靈戰士（雪莉露·諾姆、家入硝子）
- 超級機器人大戰30（艾莉可·雨果）
- 少女前線2：追放（納美西絲）

2022年
- 原神（夜蘭）
- 聖塔神記TRINITY TRIGGER（克菈泰爾）
- 勇者鬥惡龍X（邁悠）
- 哥布林殺手無限狩獵（劍之聖女）
- 緋紅迴響（赫米特）
- 非匿名指令（朱莉）

2023年
- 咒術迴戰 Phantom Parade（家入硝子）
- 戰雙帕彌什（含英）
- 無期迷途 （德雷雅）
- 聖火降魔錄 Engage （琉爾（女））
- 聖火降魔錄 英雄雲集 （琉爾（女））
- 怪物彈珠（克林姆）
- 符文工廠3豪華版（佩露夏）
- 偶像夢幻祭（三毛縞斑 幼年期）
- 雀魂麻將（吉爾）
- 明日方舟（塑心）
- 聖羅蘭騎士團（ハリス）
- 真・鎖鏈戰記（ジョカ）
- 另一個伊甸 穿越時空的貓（殘影夏濃）
- 最後的克勞迪亞（神戒-莫納）
- RED: Pride of Eden（エレイン）
- Omega Strikers（朱諾）
- Poker Chase（ヴィオラ・ビヨンド）
- Mystic Abyss 遺失海域（シーア）
- 超異域公主連結☆Re:Dive（阿剌克涅女士）
- 月兔養成（ミホ）
- 英雄傳說 閃之軌跡：北方戰役（艾莉·麥克道爾）
- 紅魔城蕾米莉亞 2 妖幻鎮魂歌（八雲紫）
- 凌雲諾（溫如言）
- 鎖鏈戰記（シャオミン）

2024年
- 女神異聞錄3 Reload（伏見千尋）
- 少女前線（QBU-191）
- 咒術迴戰 雙華亂舞（家入硝子）
- 超時空要塞 Shooting Insight（雪露·諾姆）
- 東方咒術嘉年華（聖白蓮）
- 聖獸之王（維吉妮亞）
- 百英雄傳（アイリス）
- 機動戰士鋼彈 兵工廠基地（神木未來）
- 鋼彈創壞者4（ドーラ）
- 銀河英雄傳說 Die Neue Saga（菲列特利加·格林希爾）
- 勝利女神：妮姬（芙羅拉）
- 第五人格（玛格丽莎•泽莱/舞女）
- 交錯戰線（納格陵）
- 鈴蘭之劍（莉拉）
- 雀皇麻將（加百列）
- 女神異聞錄：夜幕魅影（片山久未）
- 重返未來：1999（別斯米爾）
- 深空之眼（焚輪·帕爾瓦蒂）
- Ember Storia（吉備紫津乃）
- 絕區零（耀嘉音）

2025年
- 崩壞：星穹鐵道（阿格莱雅）
- 棕色塵埃2（威廉明娜、劍之聖女）

### 同人遊戲
- 紅魔城伝説II 妖幻の鎮魂歌（八雲紫）

### 柏青哥
- CR柏青哥Rio -Rainbow Road-（カレン）
- 柏青嫂 秘寶傳之逐日拍檔（アキ）
- CR團團轉柏青哥新EX麻雀2M-KX（朱雀轉身香蓮）
- CR 真・花之慶次（まつ）

### 廣播
- Plume物語 〜Royal Plume Tea〜（Lantis Webradio：2007年12月29日 - 2008年6月7日、每週週六更新）
- Plume物語 〜お茶の時間〜（anitama電波局：2006年11月22日 - 2008年6月7日、每週週三更新）
- エマ放送協會・教育ラジオ（『英國戀物語艾瑪 第二幕』公式網站内）
- 魔法禁書目錄Ⅱ（HiBiKi Radio Station：第7、8回（2010年11月5日、11月12日））
- RADIO MACROSS：第8回
- マクロスF○※△：第9回
  - マクロスF○♪△：第82回、第90回
  - マクロスF○〜△：第123回・第124回
  - マクロスF○∞△:第146回
- 超!えどっ娘 天下大変!!：第61回、第62回（2010年8月15日、8月22日）
- セキレイらじお：第2回、第7回
  - セキレイらじお〜Pure Engagement〜：第3回
- ミュ〜コミ+プラス：♯21
- 今井麻美のSinger Song Gamer：第53回、第54回（2010年4月10日、4月17日）
- 一騎当千XXR〜XTREME XECUTOR RADIO〜：♯06
- メイベル&三条の のーふぇいと!ラジオ：♯3
- 宇宙をかけるラジオ：第SP回（2009年2月21日）、第13回（2009年3月30日）
- インターネットラジオ 檜山修之のあにめじ湯：♯49回
- ミカドラジヲ：第3回、第4回
- 美佳子@ぱよぱよ：第453回、公開録音
- 超! mobile A&G presents 生放送!
  - SideA「 - バトスピ大好き声優の生放送!」：アシスタント
  - SideB「 - バトスピ大好き声優の生放送!」※動画放送：ゲスト
  - 「 - バトスピ大好き声優の生放送!2」※動画放送：ゲスト

廣播劇
- プリンセスラバー! ラジオ放送局 -あなたへ届け、恋の花-（夏洛特·黑澤爾林克）
- 悠幻の学び舎Radio いもうと学園!おにいちゃん時間だよっ!（桃源舞華）
- ほしいもパラダイス 〜乾物を越えた愛〜（サヤ・エンドウ）
- 花の慶次-雲のかなたに-（旁白）
- 義風堂々!!兼続と慶次（お船）

### 舞台劇
2003年
- ヌーベルバーグ（DK Hollywood）

### 真人出演
- 愛の萌えメイド（桃坂三千子）
- 演唱會錄像ネオロマンス♥フェスタ ネオ アンジェリーク 大陸祭典（アルカディア・カーニバル）
- バラエティDVD ネオ アンジェリーク Special 大陸祭日（アルカディア・ホリディ）
- らき☆すた in 武道館 あなたのためだから（僅錄像出演）
- マクロスF 超時空スーパーライブ cosmic nyaan（コズミック娘）

### Narration
- ホンイキ!（日本電視台、2010年7月3日放送分）

### CD

#### 音樂CD
- 一騎当千 XTREME XECUTOR ED主題歌「Endless Soul〜終わりなき戦士〜」（馬超孟起）
- 犬神! 角色歌集CD 6　いまり・さよか&川平啓太（いまり）
  - いぬかみっ! ボーカルアルバム paradiso（いまり）
- 我太太是高中生 ED主題歌「愛の子猫」（堀口かすみ）
- 加奈日記角色歌&原聲帶專輯『かなめろ』（南有季）
- 鶺鴒女神 系列（松）
  - セキレイ OP&ED主題歌「セキレイ/Dear sweet heart」
  - セキレイらじお 主題歌「SEKIREI SOUND COMPLETE|たまんない! KISS OR DIE!?」
  - セキレイ サウンドステージ01
  - PS2遊戲 セキレイ〜未来からのおくりもの〜 OP&ED主題歌「約束 I'm with You/SURVIVE BABY SURVIVE!」
  - セキレイ〜Pure Engagement〜 OP&ED主題歌「白翼ノ誓約〜Pure Engagement〜/おんなじきもち」
  - セキレイらじお〜Pure Engagement〜 主題歌「SEKIREI SOUND COMPLETE|LET'S GO GET U!」
- 空·之·音 角色個 「花、ふたつ」（フィリシア・ハイデマン）
- 穿越宇宙的少女 ED主題歌「宇宙は少女のともだちさっ」（神凪五月）
  - 穿越宇宙的少女 角色個 Vol.2 神凪五月（神凪五月）
- NEEDLESS ED主題歌「Aggressive zone」（庫魯斯·西爾特（ニードレス★ガールズ+））
  - NEEDLESS CHARACTERS LOVE MISSION「デラックスに好きにして」（庫魯斯·西爾特（ニードレス★ガールズ+））
- ネオ アンジェリーク Abyss バラエティーCD vol.1 アルカディア パラダイス「オーブハンター５のテーマ」（安琪莉可）
- 超时空要塞Frontier 娘ドラ◎ ドラ3「ちびシェリルの突撃ラブハート」（雪莉露·諾姆）
  - マクロスF クリスマスアルバム「cosmic cuune」（雪莉露·諾姆）
- 魔法小天使 〜MAGICAL ANGEL CREAMY MAMI official tribute ALBUM〜
- 身代わり伯爵 キャラクターソングミニアルバム「身代わり伯爵の危険な饗宴」（ミレーユ・オールセン）
- 夢喰いメリー キャラクターソング エンギ・スリーピース
- 幸運☆星 系列（高良美幸）
  - OP主題歌「もってけ!セーラーふく」
  - TVアニメ『らき☆すた』エンディングテーマ集 〜ある日のカラオケボックス〜
  - もってけ!セーラーふくRe-Mix001〜7 burning Remixers〜
  - らき☆すた キャラクターソング#Vol.004 高良みゆき|らき☆すた キャラクターソング Vol.004 高良みゆき
  - もってけ!セーラーふく#らき☆すたRe-Mix002〜『ラキスタノキワミ、アッー』【してやんよ】〜|らき☆すたRe-Mix002〜『ラキスタノキワミ、アッー』【してやんよ】〜
  - ハマってサボっておーまいがっ!
  - 『milktub 15th ANNIVERSARY BEST ALBUM BPM200 ROCK'N'ROLL SHOW』（milktub 15周年記念精選專輯、以高良美幸身份客串參加「男子ムリムリ大改造」演唱）
  - な・り・あ・が・り☆（PSP遊戲『らき☆すた ネットアイドル・マイスター』主題歌）

#### Drama CD
- 青空の卵-夏の終わりの三重奏-（巣田香織）
- 魔塔大陸系列 ヒュムノス ミュージカル〜ココナ〜二つの想い 二つの詩〜（アカネ）
- 魔塔大陸3～世界終焉的引線是少女彈奏之詩～ sideフィンネル〜After story〜（アカネ）
- 英雄傳說 零之軌跡 〜光と闇の棲む街〜（艾莉·麥克道威爾）
- ELEMENT GIRLS 元素周期 〜聴いて萌えちゃう化学の基本〜（ベリリウム）
- おとまりHONEY（雪野）
- 鬼切様の箱入娘（一庫由梨絵）
- カーニヴァル系列（津雲）
  - カーニヴァル 飛べない翼/人魚の瓶
  - カーニヴァル 〜輪（サーカス）〜
  - カーニヴァル リノル
  - カーニヴァル ヴィント
- GIRL FRIENDS（大橋亜紀子）
- 學園愛麗絲（茨木のばら）※花とゆめ 2008年18・19号
- 影執事マルクの響き２
- クイーンズブレイド リベリオン 美闘士戦記（アンネロッテ）
- 屍體派對 第1・2巻（宍戸結衣）
- SH@PPLE -しゃっぷる-（蝶間林典子）
- ジンキ・エクステンド〜リレイション〜 Drama CD 〜超・男の生き様（ハイパーマンロマン）〜（黄坂南）
- SKET DANCE（浅雛菊乃、相田律子）
- 穿越宇宙的少女 drama CD Vol.1 スターダスト☆チャイム（神凪五月）
  - 宇宙をかける少女 drama CD Vol.2 スラップ☆スティック☆コズミック（神凪五月）
- 大正野球娘。 乙女たちのハイキング（月映巴）
- 断章のグリム drama CD ―小人と靴屋―（時槻風乃）
- 東京鬼祓師 鴉乃杜學園奇譚 第弐巻（飛坂巴）
- 鳥籠学級（雪消雨堤）
- なかよし公園2（マチコ）
- 新·安琪莉可 系列（安琪莉可）
  - ネオ アンジェリーク〜たそがれの騎士〜
  - ネオ アンジェリーク〜あかつきの天使〜
  - ネオ アンジェリーク Abyss バラエティーCD vol.1 アルカディア パラダイス
  - ネオ アンジェリーク Abyss バラエティーCD vol.2 アルカディア パラダイス2
- ビューティー・ポップ（リカ）
- 冰結鏡界的伊甸 樂園幻想（梅玫兒·伊恩·卡尼馨）
- 水果篮子（女學生）
- Berry's 廣播劇CD Vol.5（牧ノ沢恵那）
- BLUE DROP vol.1 LOVERS SIDE 〜神子〜（清美）
- まほうつかいの箱 廣播劇CD Vol.1 〜狙われたアーネンエルベ〜（ギルガメッシュ）
- 超时空要塞Frontier 娘ドラ◎ ドラ1 - 4（雪莉露·諾姆）
- 身代わり伯爵系列（ミレーユ・オールセン）
  - 身代わり伯爵の冒険
  - 身代わり伯爵の結婚
  - 身代わり伯爵と悪戯な媚薬
  - 身代わり伯爵と秘密のデート ※The Beans VOL.13全員サービス
- 幸運☆星Drama CD（ドラマがコンプリートなディスク）（高良美幸）
- 落花流水（帆風水夏[24]）
  - 落花流水 バラエティCD（帆風水夏）
- らぶかの♥ Episode II（綾瀬美優）
- らんらんコミック廣播劇CD（るんるん）
- Real Rode 〜Pure White Disc〜（シャルロッタ姫）

#### BLCD
- 愛してると言う気はない（早奈江）
- エス（吉澤紀里）
  - エス -裂罅-
  - エス -残光-
- きみが恋に堕ちる（女子部員）
- さよならを言う気はない（張依林）
- 鈴の音がきこえる（看護師）
- 恋愛協定〜抜け駆けナシ!（女子生徒）

#### 廣播・其他CD
- ありえない告白CD
- おしかりCD
- 告白CD（白内病）
- 身代わり伯爵系列 廣播CD「身代わり伯爵と王宮の目安箱／男子限定身代わりトーク」（朗讀）
- 幸運☆星 おしゃべりCD Vol.4 高良みゆき（高良美幸）

### 其他
- Web comic 愛しの焔 〜ゆめまぼろしのごとく〜（明智光秀（ミツ））
- Web TV m-serve style ：♯59
- 網絡電視宇宙かけTV WEBをかけるMAKO!：04（2009年6月19日）

## 外部連結
- （日語） Office PAC的公式profile （页面存档备份，存于）
- （日語） 遠藤綾公式ブログ a*ya mode 217 （页面存档备份，存于）本人blog
- （日語） 組合Plume的公式Blog （页面存档备份，存于）